# Sveti Jernej nad Muto
Sveti Jernej nad Muto, pogosto zapisano okrajšano kot Sv. Jernej nad Muto, je razloženo naselje v Občini Muta.

## Geografija
Do naselja s samotnimi kmetijami na pobočjih in vikendi pod vrhom kopastega hriba pelje delno asfaltirana gozdna cesta. Od lokalne ceste ob Mučki Bistrici, ki so jo na avstrijski strani pregradili z nasipnim jezom za hidroelektrarno Golica, se odcepi gozdna cesta, ki se dviga proti severu na osrednji del Kozjaka. Na vrhu 1038 m visokega kopastega hriba stoji cerkev svetega Jerneja.. V bližini pod cerkvijo je nekaj domačij in manjši hotel Herk, v katerem sprejemajo skupine. Pri Primoževi domačiji, mimo katere vodi Kozjaška planinska pot od Maribora do Dravograda, stojijo štiri lipe. Pri domačiji Ižek raste pet lip, najdebelejša ima obseg 870 cm. Urejene so pohodne in kolesarske poti. Naselje se je po 2. svetovni vojni do leta 1993 imenovalo Branik nad Muto.

## Cerkev svetega Jerneja
Cerkev svetega Jerneja se v starih listinah prvič omenja leta 1382. Je ena najstarejših cerkva v Dravski dolini. Stoji na jasi na vrhu kopastega hriba. Pred postavitvijo državne meje med Kraljevino Srbov, Hrvatov in Slovencev in Avstrijo leta 1919 je imela velik pomen za kmete, drvarje in oglarje z Jerneja in Radvanja (sedaj nem. Rothwein). Zavetnik Sveti Jernej stoji kot baročni kip v glavnem oltarju. Freske v prezbiteriju iz gotskega obdobja so bile v celoti zakrite ter kasneje obnovljene. Leta 1982 je bila notranjost obnovljena in na Lepo nedeljo je cerkev obhajala 600-letnico. V letih 1998 in 1999 pa je bila obnovljena vsa zunanjost: nova streha na ladji cerkve, fasada, okna, žlebovi in drenaža. Vsako leto je tu slovesna maša s procesijo na Jernejevo nedeljo, to je nedelja pred ali po 24. avgustu.

## Potresna opazovalnica
Potresna opazovalnica Branik nad Muto, mednarodna oznaka BISS, je ena od 28-tih opazovalnic državnega omrežja potresnih opazovalnic v Sloveniji. Opazovalnica je postavljena v stanovanjski hiši Sveti Jernej nad Muto št. 6 na nadmorski višini 490 m (koordinate 46.6479 N, 15.1270 E) in beleži seizmične pojave v bližini jezu Soboth (slov. Sobota), ki je bil zgrajen na štajersko-koroški deželni meji na višini okoli 1000 m za hidroelektrarno Golica.